# زنان قاتل (مجموعه تلویزیونی مکزیکی)
زنان قاتل (اسپانیایی: Mujeres asesinas‎؛ ‏انگلیسی: Killer Women) یک مجموعه تلویزیونی دلهره‌آور روان‌شناختی مکزیکی است که در سال ۲۰۰۸ منتشر شد و بازسازی سریالی آرژانتینی به همین نام است.

## گزیدهٔ بازیگران
- روسا ماریا بیانچی
- ادیت گونسالس
- کارمن سالیناس
- جاکلین براکامونتاس
- ماریا روخو
- سینتیا کلیتبو
- السا پاتاکی
- برونیکا کاسترو